# Triticum aestivum
Il grano tenero (Triticum aestivum L.) è una pianta erbacea della famiglia delle Poaceae.
I frumenti teneri comprendono diverse varietà ed hanno estensione colturale più ampia rispetto ad altri frumenti perché, per la loro buona resistenza al freddo, sono i soli in coltivazione nei paesi nordici. Il grano tenero è la specie di frumento che, per il suo largo impiego nella panificazione e nella produzione di paste alimentari fresche, assume maggior importanza fra i cereali in coltivazione oggi. A differenza del grano duro (Triticum turgidum subsp. durum), ha un chicco decisamente più morbido e farinoso e un contenuto proteico inferiore.

## Origine

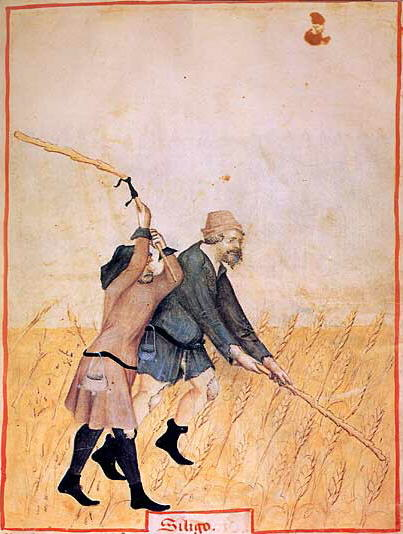
Contadini che trebbiano il siligo. Illustrazione del Tacuinum Sanitatis del XV secolo.

I primi ritrovamenti di grano tenero provengono dal sito di Can Hasan, nella provincia centrale di Karaman, nell'Anatolia, nel VII secolo a.C. Triticum aestivum con i suoi sei set di cromosomi AABBDD (esaploide, 2n=42) è stato creato incrociando il farro tetraploide AABB (Triticum dicoccum) e la pianta erbacea Aegilops tauschii, diploide DD. Nel complesso, il grano tenero ha avuto origine da Triticum urartu, Aegilops speltoides e Aegilops tauschii.

## Descrizione

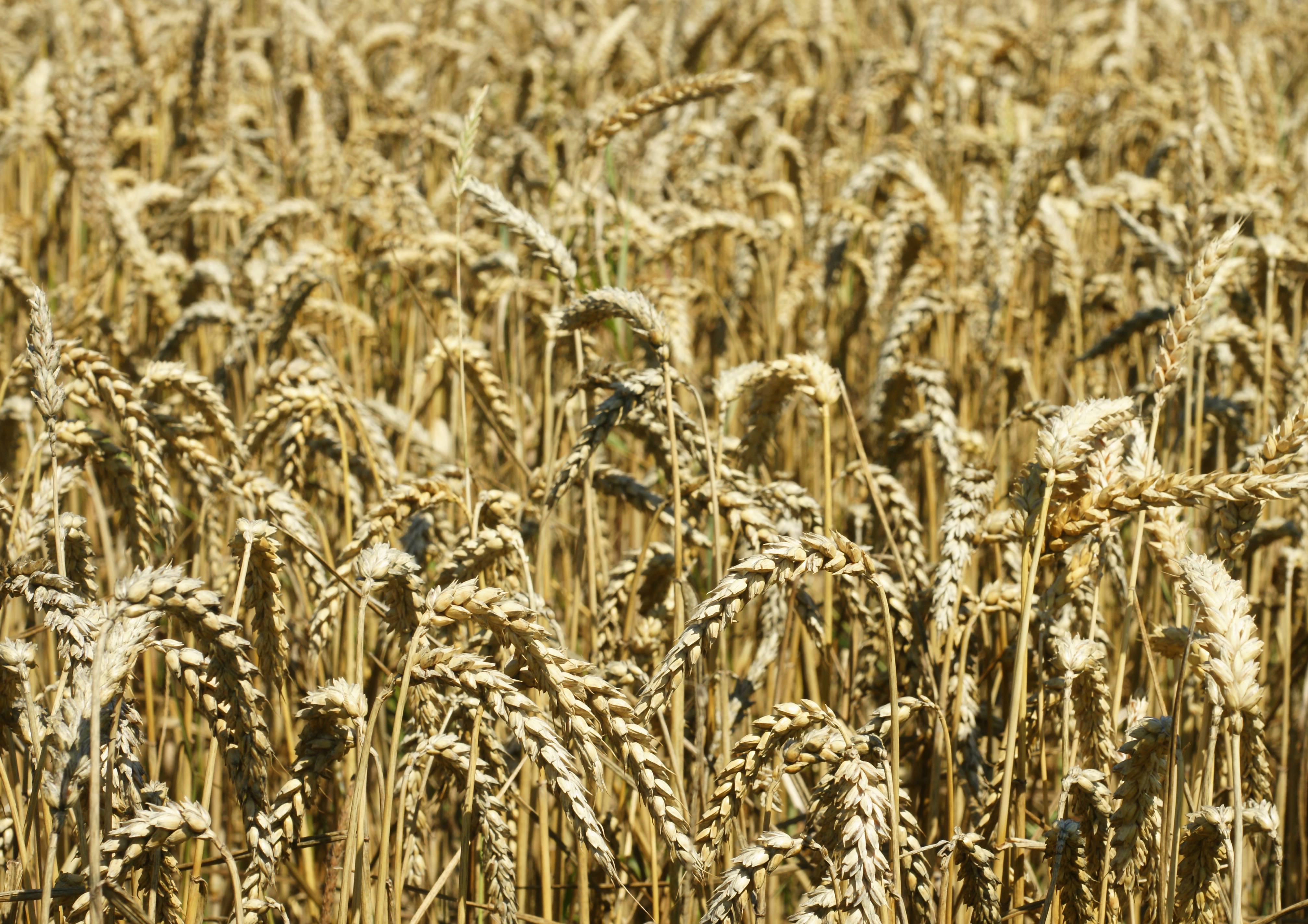
Piantagione di Triticum aestivum

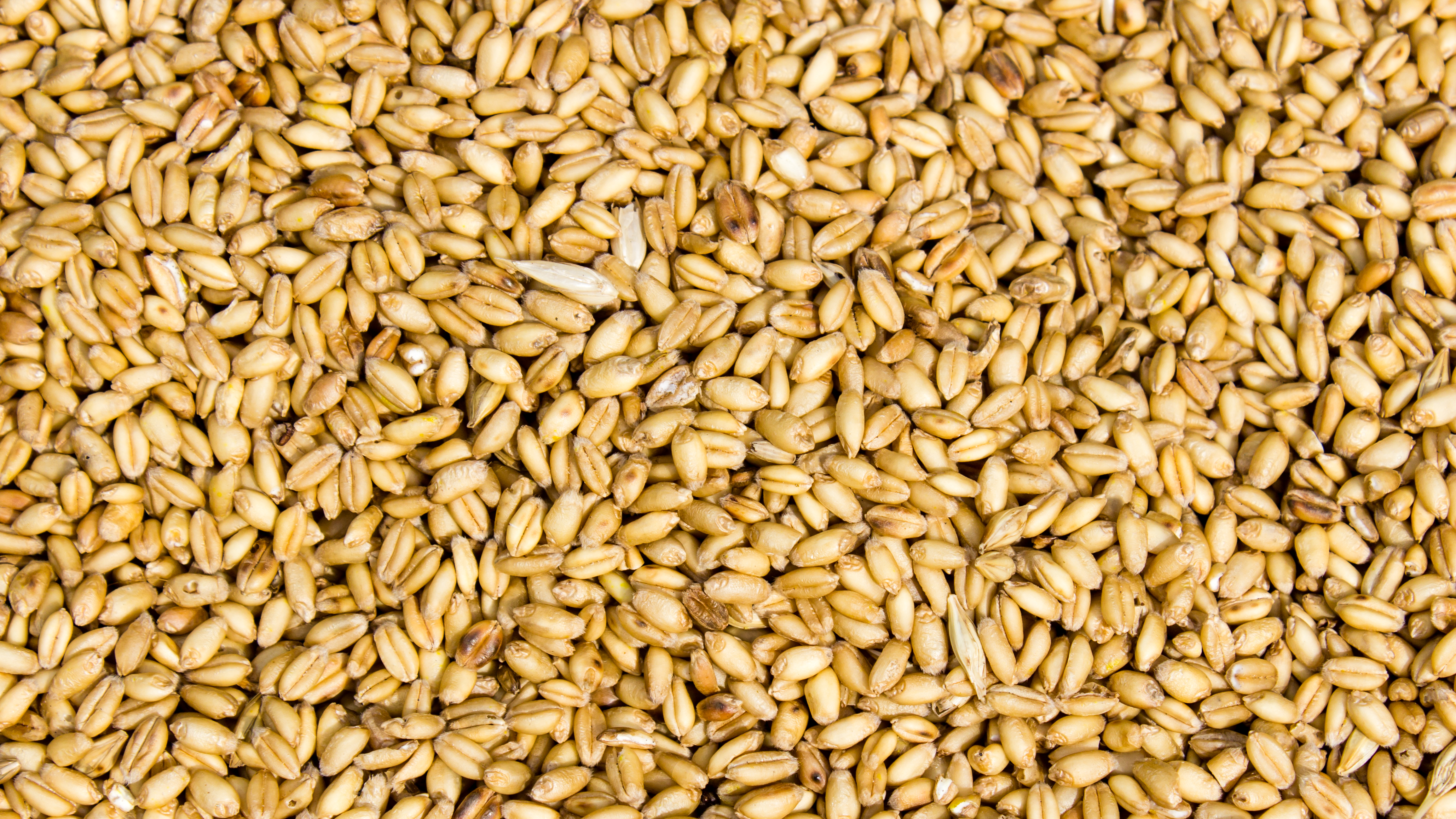
Cariossidi di grano tenero

Il grano tenero viene coltivato come cereale invernale o estivo e cresce come pianta erbacea annuale. Raggiunge altezze da 40 a 100 cm, raramente fino a 150 cm. Lo stelo è a pareti sottili e cavo. Le foglie, larghe 6–16 mm, sono inizialmente leggermente pelose e successivamente diventano nude e ruvide. Alla base delle lamine fogliari sono presenti due piccole orecchie che circondano il fusto.
Il periodo di fioritura va da giugno a luglio. L'infiorescenza è una spiga lunga 6–18 cm a sezione quadrata e non presenta reste (parti filamentose della spiga). Le spighette hanno da tre a sei fiori, rotondi di cui i tre-cinque fiori inferiori sono fertili. Le glume sono lunghe circa 10 mm, sono arrotondate nella parte inferiore e terminano con una punta corta e smussata. L'impollinazione avviene attraverso l'impollinazione incrociata o l'autoimpollinazione.
Quando il frutto (una cariosside) è maturo, cade. L'endosperma è farinoso o vitreo.

## Distribuzione e habitat
Il grano tenero prospera meglio in estate calda, su terreni moderatamente secchi, alcalini e ricchi di sostanze nutritive, argillosi profondi e con loess. È una pianta a giorno lungo e ha radici profonde oltre 1 metro. Il grano tenero viene coltivato dalla pianura alla media montagna; sulle Alpi, raggiunge luoghi fino a 1500 metri sul livello del mare. Il grano è molto sensibile alla salinizzazione del suolo. Circa il 95% del frumento prodotto nel mondo è grano tenero.

## Tassonomia
Sono riconosciute le seguenti sottospecie:
- Triticum aestivum subsp. aestivum - sottospecie nominale
- Triticum aestivum subsp. compactum (Host) H.Messik.
- Triticum aestivum subsp. macha (Dekapr. & Menabde) McKey
- Triticum aestivum subsp. spelta (L.) Thell.
- Triticum aestivum subsp. sphaerococcum (Percival) Mac Key

Le cultivar di grano tenero sono numerose: il catalogo comune dell'Unione europea riconosce oltre 150 varietà registrate di Triticum aestivum.

## Coltivazione

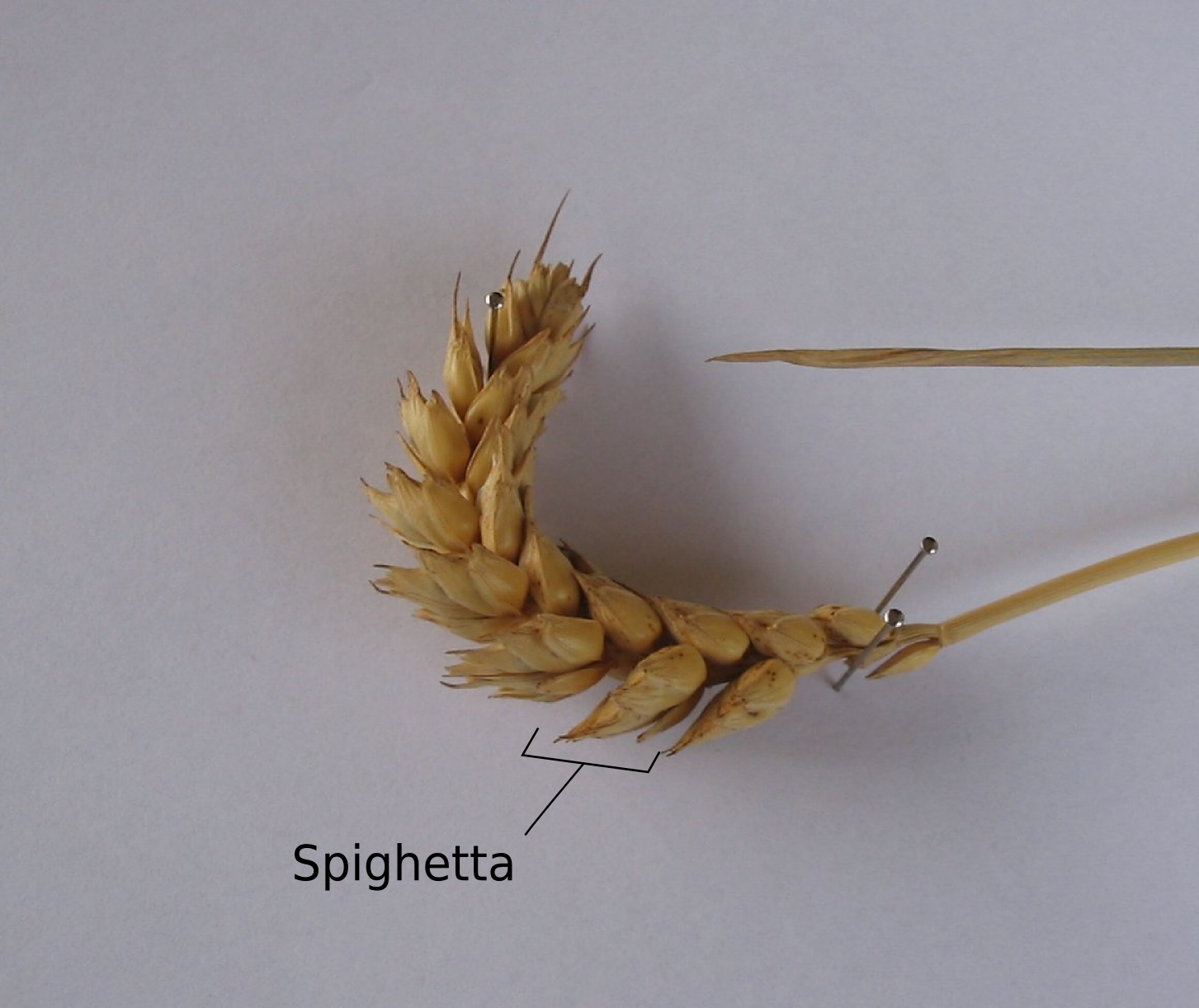
Spiga di Triticum aestivum

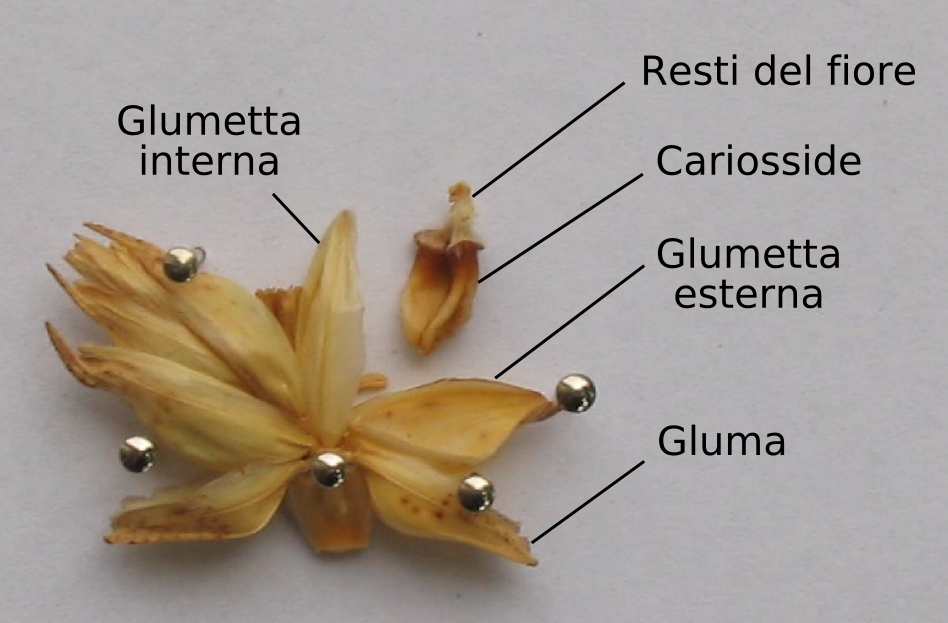
Sezione di spiga di Triticum aestivum

Il grano tenero viene coltivato su terreni arati per il controllo delle erbe infestanti e di parassiti indesiderati.
Il ciclo di sviluppo dalla germinazione alla crescita della pianta fogliare, dei fiori, della fecondazione e del seme dura meno di un anno e quindi il grano tenero deve essere seminato annualmente.
Le temperature devono essere comprese tra -6 °C e +20 °C; Il clima caldo e le condizioni soleggiate sono ideali durante le fasi successive della crescita.
La coltivazione del grano può essere divisa in 8 fasi:
1. Semina (con preparazione del terreno a monte)
Le varietà da seminare vengono scelte in base alle caratteristiche del terreno e all'utilizzo. Il terreno viene preparato la semina che viene effettuata più o meno fittamente a seconda delle specie e della loro resistenza alle malattie.
2. e 3. Germinazione ed emergenza del grano
Il germe si svilupperà formando due parti, la prima è costituita dalle radici che permettono l'ancoraggio al terreno e la seconda, dall'apice del fusto rivolto verso la superficie. La temperatura minima di germinazione dei semi è di 3 °C. I primi germogli sono visibili meno di dieci giorni dopo la semina. Questa fase è chiamata emergenza. Lo sviluppo delle foglie è regolato da fattori esterni come la durata del giorno, l'irraggiamento solare al momento dell'emergenza e la temperatura.
4. Accestimento
I germogli si formano nelle ascelle delle foglie e producono steli laterali cavi. Ogni stelo primario produce steli secondari. Si verifica anche la comparsa di radici avventizie, che saranno la causa dell'aumento del numero di spighe.
5. Levata
Fase di crescita quantitativa. Nella parte superiore della gemma terminale avviene l'inizio dello sviluppo della spiga. Allo stesso tempo, si assiste all'allungamento degli internodi e quindi dei culmi. L'altezza dello stelo dipende dalla varietà coltivata e dalla fertilità del terreno.
6. Spigatura
La spiga emerge dalla guaina. In questa fase viene definito il numero totale di spighe e il numero totale di fiori per spiga (ogni fiore può produrre un chicco, con circa 45 chicchi per spiga). Ciascuna spiga è composta da più gruppi di fiori chiamati spighette, circondati da glume e glumette. Il grano produce il polline e gli ovuli. La fioritura, con l'emersione degli stami, indica che la fecondazione è avvenuta.
7. Maturazione
I chicchi di grano si sviluppano in più fasi:
-Nella fase di maturazione lattea il chicco verde chiaro raggiunge la sua dimensione finale (il chicco contiene ancora il 50% di umidità e lo stoccaggio delle proteine si completa).
-Nella fase di maturazione cerosa il chicco comincia ad ingiallire e si frantuma facilmente (il chicco ha perso umidità e si è formato amido). In questa fase le foglie sono secche ed i nodi del fusto sono ancora verdi.
Quindi il grano matura: indurisce ed assume un colore giallo/verde. A piena maturazione il chicco è dorato e la pianta è secca (il contenuto di umidità è circa il 20%). Quando è maturo, il chicco è opaco e cade da solo dalla spiga ed è pronto per essere raccolto.
8. Raccolto
Le spighe di grano vengono mietute con una mietitrebbiatrice mentre gli steli verranno poi raccolti e confezionati sotto forma di balle di paglia.
Esistono due principali tipologie di coltivazione del grano: il grano invernale seminato in autunno (ottobre) e raccolto in estate (luglio) ed il grano primaverile seminato in febbraio-marzo e raccolto in estate.
In entrambi i casi il grano viene sempre raccolto in estate.

## Usi
I chicchi di grano tenero possono essere cucinati come un cereale intero, ma sono più comunemente macinati in polvere e utilizzati come farina per preparare un'ampia gamma di alimenti, tra cui pane, cibi fermentati, pasta fresca, torte, biscotti e alimenti per bambini. Il grano tenero viene anche utilizzato per produrre malto per la birra di frumento. Durante la macinazione, come sottoprodotto viene prodotta la crusca di frumento, che viene utilizzata come mangime concentrato per l'ingrasso degli animali, ma viene utilizzata anche come alimento umano.
Una percentuale minore di grano tenero e duro viene utilizzata industrialmente per produrre amido. Il grano tenero ha un contenuto di amido (70%) più elevato rispetto al grano duro (60%) ed è più adatto per l'uso industriale. Oltre all’amido il grano tenero può essere utilizzato anche per la produzione di bioetanolo.
La paglia del grano tenero ha molti usi, come biomassa combustibile, per la copertura di tetti, come pacciame nel giardinaggio o anche tritata e mescolata con argilla per produrre materiale da costruzione